# Трошева Катерина Павлівна
Катерина Павлівна Трошева (Бойко) (1927, село Кримка, тепер Бердянського району Запорізької області — ?) — українська радянська діячка, оператор калібрувального стану цеху № 2 Нікопольського Південнотрубного заводу Дніпропетровської області. Депутат Верховної Ради УРСР 3—4-го скликань.

## Біографія
Народилася у селянській родині. Трудову діяльність розпочала у 14-річному віці під час німецько-радянської війни. Була евакуйована в східні райони СРСР. Працювала в риболовецькому колгоспі села Булхани Владимирського району Сталінградської (Астраханської) області; в колгоспі села Чулошне Половинського району Курганської області РРФСР.
У 1944 році повернулася в рідне село і до 1947 року працювала колгоспницею колгоспу «Нове життя» села Кримки Андріївського району Запорізької області.
У 1947 році переїхала в місто Нікополь і почала працювати чорноробом Нікопольського Південнотрубного заводу. Опанувавши техніку, стала оператором калібрувального стану трубопрокатного цеху № 2 Нікопольського Південнотрубного заводу Дніпропетровської області.
Член КПРС.
Обиралася делегатом ХХІІ з'їзду КПРС в 1961 році.

## Нагороди
- ордени
- медалі